# Ирис поздний
И́рис по́здний, или каса́тик поздний (лат. Iris serotina) — вид многолетних травянистых растений рода Ирис (Iris) семейства Ирисовые (Iridaceae).

## Ботаническое описание
Луковичное многолетнее растение со стеблем высотой 40-60 см.
Луковицы яйцевидные, закутаны в основания листьев.
Нижние листья 30-60×2,6 мм, верхние короче и шире.
Цветков 2-3, голубовато-фиолетовых, с желтоватой серединой.
Плод — коробочка. Семена полукруглые, сжатые, желтоватые.
Цветёт во второй половине лета, позже других ирисов подрода Xiphium, которые цветут весной.

## Распространение и экология
Эндемик гор юго-восточной Испании. Встречается в сосняках и на сухих лугах.

## Таксономия
Вид Ирис поздний входит в род Ирис (Iris) семейства Ирисовых (Iridaceae) порядка Спаржецветных (Asparagales).
|  |                                      |  |                                                             |                                                             |                    |  | ещё 24 семейства (согласно Системе APG II), в том числе Маковые | ещё 24 семейства (согласно Системе APG II), в том числе Маковые |                    |  |  |  | ещё около 180 видов |
|  |                                      |  |                                                             |                                                             |                    |  | ещё 24 семейства (согласно Системе APG II), в том числе Маковые | ещё 24 семейства (согласно Системе APG II), в том числе Маковые |                    |  |  |  | ещё около 180 видов |
|  |                                      |  |                                                             | порядок Спаржецветные                                       |                    |  |                                                                 |                                                                 | род Ирис           |  |  |  |                     |
|  |                                      |  |                                                             | порядок Спаржецветные                                       |                    |  |                                                                 |                                                                 | род Ирис           |  |  |  |                     |
|  | отдел Цветковые, или Покрытосеменные |  |                                                             |                                                             | семейство Ирисовые |  |                                                                 |                                                                 | вид Ирис поздний   |  |  |  |                     |
|  | отдел Цветковые, или Покрытосеменные |  |                                                             |                                                             | семейство Ирисовые |  |                                                                 |                                                                 |                    |  |  |  |                     |
|  |                                      |  | ещё 44 порядка цветковых растений (согласно Системе APG II) | ещё 44 порядка цветковых растений (согласно Системе APG II) |                    |  |                                                                 | ещё около 75 родов                                              | ещё около 75 родов |  |  |  |                     |
|  |                                      |  |                                                             | ещё 44 порядка цветковых растений (согласно Системе APG II) |                    |  |                                                                 |                                                                 | ещё около 75 родов |  |  |  |                     |